# 50 primaveras
50 primaveras (en francés: Aurore) es una comedia francesa de 2017 dirigida por Blandine Lenoir y protagonizada por Agnès Jaoui.

## Sinopsis
Aurore, 50 años, divorciada, tiene dos hijas mayores. Por cambios en la propiedad, ha de congeniar con el nuevo responsable del restaurante en el que trabaja desde hace mucho tiempo. Pero no vale la pena. Antes de lo que espera, abandona su trabajo. Por otra parte, por casualidad, mientras acompaña a una amiga que enseña un apartamento a unos clientes, se reencuentra con Totof, su primer amor al que ella abandonó cuando estaba en el servicio militar. Totof es ahora ginecólogo en una clínica próxima. Para colmo, su hija le anuncia que espera un hijo. Aurore busca un nuevo trabajo, ora de limpieza, ora de cuidadora, mientras se prepara para ser abuela, entre continuos embates de calor por la llegada de la menopausia... Afortunadamente, puede contar con sus hijas y con su mejor amiga.

## Ficha técnica
- Título: 50 primaveras
- Título original: Aurore. 50 primaveras
- Realización: Blandine Lenoir
- Guion: Blandine Lenoir, Jean-Luc Gaget y Océane Michel
- Música: Bertrand Belin
- Montaje: Stéphanie Araud
- Fotografía: Pierre Milon
- Decoración: Éric Bourges
- Vestuario: Marie El Garrec
- Productores: Antoine Riñón y Fabrice Goldstein
- Productor asociado: Antoine Gandaubert
- Producción: Karé Producciones y France 3 Cine
- Distribución: Diaphana Distribución
- País: Francia
- Duración: 89 minutos
- Fechas de estreno:

26 de abril de 2017  Francia
28 de julio de 2017  España

## Reparto
- Agnès Jaoui: Aurore Tabort.
- Thibault de Montalembert: Christophe Tochard, llamado cariñosamente Totoche.
- Pascale Arbillot: Mano.
- Sarah Suco: Marina Tabort.
- Lou Roy-Lecollinet: Lucie Tabort.
- Nicolas Chupin: Seb, el patrón del restaurante.
- Samir Guesmi: el formador.
- Nanou Garcia: Anne-Marie.
- Marc Citti: el ginecólogo.
- Philippe Rebbot: Nanar, el exmarido de Aurore.
- Eric Viellard: Hervé.
- Iro Bardis: Thérèse.
- Laure Calamy: la consejera de la oficina de trabajo.
- Florence Muller: empleada.
- Houda Mahroug: la mujer del paramento.